# Karolina Skonieczna-Żydecka
Karolina Skonieczna-Żydecka – polska inżynier, profesor nauk medycznych i nauk o zdrowiu.

## Życiorys
W 2005 r. ukończyła studia biotechnologiczne w Akademii Rolniczej im. Augusta Cieszkowskiego w Poznaniu, w 2013 r. obroniła pracę doktorską pt. Analiza mutacji genu NPHS2 kodującego podocynę u dzieci ze sterydoopornym zespołem nerczycowym, której promotorem był prof. Andrzej Ciechanowicz, w 2019 r. habilitowała się na podstawie pracy zatytułowanej Wybrane mechanizmy modulacji osi mózgowo-jelitowej i ich znaczenia kliniczne. W 2022 r. uzyskała tytuł profesora nauk medycznych i nauk o zdrowiu.
Jest pracownikiem naukowym na Pomorskim Uniwersytecie Medycznym w Szczecinie, oraz należy do Rady Dyscypliny Naukowej - Nauk o Zdrowiu PUM.